# Saint-Cassien (Isère)
Saint-Cassien è un comune francese di 1.115 abitanti situato nel dipartimento dell'Isère della regione dell'Alvernia-Rodano-Alpi.

## Società

### Evoluzione demografica
Abitanti censiti